# Paloma Picasso
Paloma Picasso, född 19 april 1949 i Vallauris i Alpes-Maritimes i Frankrike, är en fransk-spansk designer och affärskvinna. Hon är dotter till Pablo Picasso och Françoise Gilot. Som barn stod hon ofta modell för sin fars målningar.
Paloma Picasso började sin bana som kläddesigner i Paris, men utvecklade sitt sinne för färg och form genom olika studier och började sedan arbeta som designer även inom andra branscher. Hon har bland annat samarbetat med klädskaparen Yves Saint Laurent, designat glas, porslin och bestick för det tyska företaget Villeroy & Boch. Sedan 1980 har Picasso skapat smycken och klockor för Tiffany & Co.
Picasso lanserade sin egen parfym Paloma Picasso 1984, sedan herrdoften Minotaure 1992 och därefter den kvinnliga doften Tentations 1996. Hon har också skapat sitt eget röda läppstift, Mon Rouge Lipstick, som blivit hennes signum. Picasso designar även väskor, solglasögon och sängkläder i eget märke.
Paloma Picasso är gift med franske läkaren Eric Thévenet och var tidigare gift med den argentinske affärsmannen Rafael Lopez-Cambil. Sedan 2001 är hon bosatt i Lausanne i Schweiz, men har även bostad i London och Paris.

## Filmografi
- Contes immoraux ("Omoraliska historier"), 1974, regisserad av Walerian Borowczyk, där hon har rollen som Elisabet Báthory.

## Bildgalleri

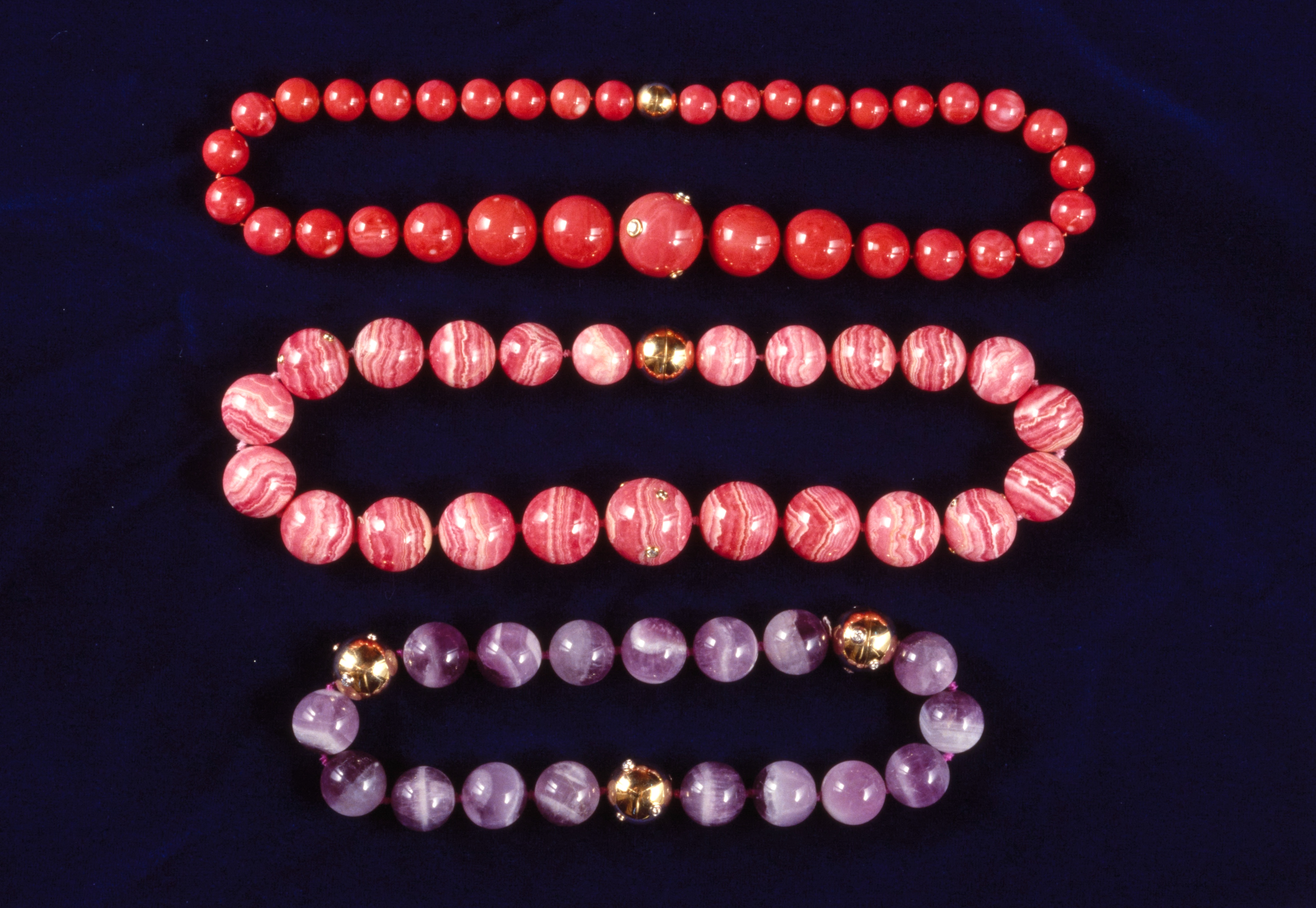
Smycken av Paloma Picasso